# Элементарная алгебра
Элемента́рная а́лгебра — самый старый раздел алгебры, в котором изучаются алгебраические выражения и уравнения над вещественными и комплексными числами.

## Основные понятия
В алгебре принято записывать математические выражения (формулы) в самом общем виде, заменяя конкретные числа на буквенные символы, благодаря чему при решении однотипных задач достигается максимальная общность результата. Основным содержанием алгебры являются правила тождественных преобразований формул, необходимые для решения уравнений, анализа зависимостей, оптимизации изучаемой системы и других практических задач.
Кроме букв и чисел, в формулах элементарной алгебры используются арифметические операции (сложение, вычитание, умножение, деление, возведение в степень, извлечение корня) и элементарные функции (логарифм, тригонометрические функции). Две формулы, соединённые знаком равенства, называются уравнением.
Если символ операции между двумя выражениями не указан, подразумевается умножение:
{\displaystyle ab=a\cdot b;\;1{,}2\ x=1{,}2\cdot x;\;\pi (a^{2}+b^{2})=\pi \cdot (a^{2}+b^{2})}
Пример формулы: площадь треугольника {\displaystyle S} следующим образом выражается через длину одной из сторон {\displaystyle a} и длину высоты {\displaystyle h}, опущенной на сторону {\displaystyle a}:
{\displaystyle S={1 \over 2}ah}
Простейшее алгебраическое выражение — это одночлен, состоящий из числового множителя, умноженного на один или более буквенных символов. Примеры:
{\displaystyle 1{,}2\ x;\;{\sqrt {2}}abc^{2};\;x^{2}w}
Алгебраические суммы (то есть суммы и/или разности) одночленов называются многочленами. Выражения, имеющие вид частного от деления одного многочлена на другой, называется алгебраической дробью. Действия с алгебраическими дробями аналогичны действиям с обыкновенными дробями — разложение числителя и знаменателя на множители, приведение нескольких дробей к общему знаменателю, сокращение числителя и знаменателя на общий множитель и т. п.

## Законы элементарной алгебры

### Вычисление значения выражения
Порядок выполнения операций указывается скобками. Если скобок нет, то приоритетность, в порядке убывания, следующая.
1. Возведение в степень.
2. Вычисление функции.
3. Умножение и деление.
4. Сложение и вычитание.

Примеры:
- {\displaystyle a^{b^{c}}=a^{(b^{c})}}
- {\displaystyle \sin x^{2}=\sin(x^{2})}
- {\displaystyle \sin a+b=(\sin a)+b}

При вычислении значения выражения вместо буквенных символов подставляют их числовые значения, соответствующие конкретной задаче. Множество числовых значений, при которых выражение имеет смысл, называется областью допустимых значений этого выражения. Пример: для выражения {\displaystyle {\frac {a+b}{a-b}}} область допустимых значений — все пары {\displaystyle a,b}, в которых {\displaystyle a\neq b}.

### Свойства операций
- Коммутативность (перестановочное свойство) сложения:

{\displaystyle a+b=b+a.\ }
- Вычитание есть действие, обратное сложению.
- Вычитание числа b равносильно сложению с числом, противоположным b:

{\displaystyle a-b=a+(-b).\ }
- Коммутативность (перестановочное свойство) умножения:

{\displaystyle a\cdot b=b\cdot a\ }
- Деление есть действие, обратное умножению.
- Деление на ноль невозможно.
- Деление на число b равносильно умножению на число, обратное к b:

{\displaystyle {a \over b}=a\left({1 \over b}\right).}
- Возведение в степень не коммутативно. Поэтому у него имеются две обратные операции: извлечение корня и логарифмирование.
  - Пример: если {\displaystyle 3^{x}=10}, то {\displaystyle x=\log _{3}10.} Если {\displaystyle x^{2}=10}, то {\displaystyle x=\pm {\sqrt {10}}.}
- Корень чётной степени из отрицательного числа не существует (среди вещественных чисел). См. комплексные числа.
- Ассоциативное (сочетательное) свойство сложения: {\displaystyle (a+b)+c=a+(b+c).}
- Ассоциативное (сочетательное) свойство умножения: {\displaystyle (ab)c=a(bc).}
- Дистрибутивное (распределительное) свойство для умножения: {\displaystyle c(a+b)=ca+cb.}
- Дистрибутивное (распределительное) свойство для возведения в степень: {\displaystyle (ab)^{c}=a^{c}b^{c}.}
- Сложение показателей степени: {\displaystyle a^{b}a^{c}=a^{b+c}.}
- Умножение показателей степени: {\displaystyle (a^{b})^{c}=a^{bc}.}

### Свойства равенства
- Если {\displaystyle a=b} и {\displaystyle b=c}, то {\displaystyle a=c} (транзитивность равенства).
- {\displaystyle a=a} (рефлексивность).
- Если {\displaystyle a=b}, то {\displaystyle b=a} (симметричность).

### Другие законы
- Если {\displaystyle a=b} и {\displaystyle c=d}, то {\displaystyle a+c=b+d.} (аддитивность равенства)
  - Если {\displaystyle a=b}, то {\displaystyle a+c=b+c} для любого c
- Если {\displaystyle a=b} и {\displaystyle c=d}, то {\displaystyle ac} = {\displaystyle bd.} (мультипликативность равенства)
  - Если {\displaystyle a=b}, то {\displaystyle ac=bc} для любого c
- Если значения двух символов совпадают, то вместо одного можно подставить другой (принцип подстановки).
- Если {\displaystyle a>b} и {\displaystyle b>c}, то {\displaystyle a>c} (транзитивность порядка).
- Если {\displaystyle a>b}, то {\displaystyle a+c>b+c} для любого c.
- Если {\displaystyle a>b} и {\displaystyle c>0}, то {\displaystyle ac>bc.}
- Если {\displaystyle a>b} и {\displaystyle c<0}, то {\displaystyle ac<bc.}

### Некоторые алгебраические тождества
{\displaystyle (a+b)(a-b)=a^{2}-b^{2}}
{\displaystyle (a+b)^{2}=a^{2}+2ab+b^{2};\;(a-b)^{2}=a^{2}-2ab+b^{2}}
{\displaystyle (a+b)^{3}=a^{3}+3a^{2}b+3ab^{2}+b^{3};\;(a-b)^{3}=a^{3}-3a^{2}b+3ab^{2}-b^{3}}
{\displaystyle a^{3}+b^{3}=(a+b)(a^{2}-ab+b^{2});\;a^{3}-b^{3}=(a-b)(a^{2}+ab+b^{2})}

## Решение уравнений
Уравнение — это равенство вида:
{\displaystyle f(x_{1},x_{2}\dots )=g(x_{1},x_{2}\dots )}
Решение уравнения — задача по нахождению таких значений неизвестных переменных, при которых это равенство достигается. На возможные значения переменных могут быть наложены дополнительные условия (целочисленности, вещественности и т. д.). Решение уравнений — одна из главных задач алгебры и вообще математики, в ходе исторического развития науки были разработаны многочисленные методы (алгоритмы) для различных разновидностей этой задачи.

## Исторический очерк
Идея записывать общие свойства чисел и вычислительные алгоритмы на особом символическом метаязыке появилась давно, однако первоначально буквенные символы в уравнениях обозначали только неизвестные, значения которых следует найти, а для прочих членов уравнения записывали конкретные числовые значения. Мысль о том, что известные величины (коэффициенты) тоже полезно для общности обозначать символами, пробивала себе путь медленно.
Впервые, насколько можно судить по дошедшим до нас древним сочинениям, развитая алгебраическая система появляется в «Арифметике» Диофанта (IV век). Вряд ли можно сомневаться, что у него были предшественники, как они имелись у Евклида, Архимеда и других, однако мы ничего не знаем ни о людях, ни о трудах, на которые мог опираться этот замечательный алгебраист. Да и последователей у него не было до XV века. Впрочем, в Европе с переводом «Арифметики» познакомились только в XVI веке, и методы Диофанта оказали огромное влияние на Виета и Ферма.
Основная проблематика «Арифметики» — нахождение рациональных решений неопределённых уравнений (многочленов произвольной степени) с рациональными коэффициентами. У Диофанта используется буквенная символика, правда, по-прежнему только для неизвестных. Во введении к «Арифметике» Диофант принимает следующие обозначения: неизвестную он называет «числом» и обозначает буквой ξ, квадрат неизвестной — символом {\displaystyle \delta ^{\nu }} и т. д. Особые символы обозначали отрицательные степени, знак равенства и даже, похоже, отрицательные числа (есть даже правило знаков: минус на минус даёт плюс). Всё прочее выражается словесно. Сформулированы многие привычные нам правила алгебры: смена знака при переносе в другую часть уравнения, сокращение общих членов и др.
Индийские математики средневековья тоже далеко продвинулись в алгебре; их символика богаче, чем у Диофанта, хотя несколько громоздка (засорена словами).
В Европе, в книгах «Арифметика» и «О данных числах» Иордана Неморария (XIII век) усматриваются зачатки символической алгебры, до поры до времени не отделившейся от геометрии. У него, а также у Фибоначчи уже встречаются выражения вроде «a лошадей за f дней съедают e мер овса». Однако в общую концепцию изложения символизм у них ещё не включён.
Крупнейший алгебраист XV века Лука Пачоли опубликовал свою версию алгебраической символики, ещё не слишком общую и не слишком удобную.

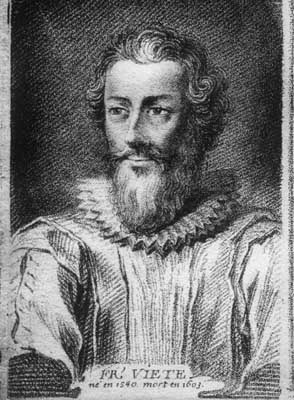
Франсуа Виет

Концептуальную реформу и коренные улучшения алгебраического языка ввёл в конце XVI века Франсуа Виет, юрист по профессии, математик по склонности души. Он чётко представлял себе конечную цель — разработку «нового исчисления», своего рода обобщённой арифметики. Виет обозначал буквами все коэффициенты (кстати, именно Виет придумал этот термин). Все задачи решаются в общем виде, и только потом приводятся числовые примеры. Виет свободно применял алгебраические преобразования, замену переменных и другие алгебраические приёмы.
Система Виета вызвала всеобщее восхищение. Она позволила описать законы арифметики и алгоритмы с немыслимыми ранее общностью и компактностью, облегчила и углубила исследование общих числовых законов. Однако символика Виета была непохожа на современную, местами громоздка, и учёные разных стран приступили к её совершенствованию.
Англичанин Томас Хэрриот в своём посмертно изданном (1631 год) труде уже очень близок к современной символике: он обозначает переменные строчными буквами, а не заглавными, как у Виета, использует знак равенства, а также придуманные им символы сравнения «>» и «<». Практически современный вид алгебраической символике придал Рене Декарт (середина XVII века, трактат «Геометрия»).
Итогом и завершением этого процесса стала «Универсальная арифметика» Ньютона. Некоторые оставшиеся тонкости уточнил Эйлер. Однако под буквами в алгебре долгое время понимались лишь неотрицательные вещественные числа; понимание того, что алгебраические законы и приёмы решения уравнений применимы к самым разным математическим объектам (с учётом их специфики), наступило лишь в XIX веке.